# Austro Engine AE300
L'Austro Engine E4 (amb el nom comercial AE 300) és un motor d'aviació dièsel de 4 cilindres en línia, quatre temps i refrigeració líquida. És fabricat per la companyia austríaca Austro Engine, subsidiària de l'empresa aeronàutica Diamond Aircraft, que l'usa com a planta motriu en algunes versions de les seves avionetes.

## Aplicacions
Exemples d'avionetes en els quals s'utilitza:
- Diamond DA40
- Diamond DA42